# Cmentarz żydowski w Wołczynie (Polska)
Cmentarz żydowski w Wołczynie – został założony w 1833 i znajduje się przy ul. Byczyńskiej. Ma powierzchnię 0,23 ha. Jest ogrodzony drewnianym płotem. Do naszych czasów zachowało się około 30 macew, z których najstarsza pochodzi z roku założenia cmentarza i kryje szczątki Jacoba Josefa Kafila.